# Murthel Groenhart
Murthel Groenhart (ur. 10 października 1986) – holenderski kick-boxer surinamskiego pochodzenia, zwycięzca turnieju K-1 World MAX (2012), zawodnik m.in. It’s Showtime oraz K-1. Od 2012 związany z GLORY, gdzie w 2017 został mistrzem tejże organizacji w wadze półśredniej.

## Kariera sportowa
27 października 2007 zwyciężył w drugiej edycji Angels of Fire która odbyła się w Płocku pokonując w finale Piotra Woźnickiego. 12 kwietnia 2008 wygrał turniej K-1 Italy Oktagon. 27 lutego 2010 został mistrzem EMTA pokonując Egipcjanina Amira Zeyada przez TKO. 24 września 2011 przegrał przez KO walkę o tytuł It’s Showtime kat. 77 kg z Rosjaninem Artiomem Lewinem.
15 grudnia 2012 wygrał prestiżowy Finał K-1 World MAX nokautując w ciągu jednego wieczoru trzech rywali kolejno: Yasuhiro Kido, Mike’a Zambidisa oraz w finale Artura Kyszenko. Od 2012 związany głównie z Glory World Series, gdzie w 2015 wygrał turniej mający wyłonić pretendenta do walki o pas mistrzowski GLORY. 4 grudnia 2015 zmierzył się o mistrzostwo GLORY z mistrzem wagi półśredniej Nieky Holzkenem lecz przegrał z nim niejednogłośnie na punkty. 12 marca 2016 przegrał z Francuzem Cédriciem Doumbé na punkty.
Po punktowej porażce z Ukraińcem Arturem Kyszenko w kwietniu 2016 ponownie zwyciężył turniej pretendentów GLORY (25 czerwca), pokonując jednego wieczoru dwóch rywali, Karima Benmansoura i Yoanna Kongolo. 21 października 2016 zmierzył się kolejny raz o mistrzostwo z Holzkenem, ponownie ulegając mu na punkty.
24 lutego 2017 na gali GLORY 38 w Chicago znokautował thai-boxera Thongchaia Sitsongpeenonga w trzeciej rundzie. Po kolejnych dwóch zwycięstwach, w tym przez nokaut nad Ormianinem Harutem Grigorianem zapewnił sobie trzecią walkę o tytuł GLORY. 25 sierpnia 2017 zmierzył się w rewanżu z Cédriciem Doumbé (który odebrał Holzkenowi pas w grudniu 2016) i ostatecznie pokonał niejednogłośnie na punkty, zostając mistrzem wagi półśredniej.
16 lutego 2018 podczas jubileuszowej gali GLORY 50 przegrał w rewanżu z Harutem Grigorianem przez TKO w pierwszej rundzie, tracąc tym samym mistrzostwo wagi półśredniej na jego rzecz. 29 września 2018 w rodzinnym Amsterdamie znokautował Marokańczyka Mohammeda Jarayę w drugiej rundzie.
9 marca 2019 przegrał niejednogłośnie na punkty z Alimem Nabijewem.

## Osiągnięcia
- 2007: Angels of Fire II – 1. miejsce w turnieju wagi do 75 kg
- 2008: K-1 Italy Oktagon – 1. miejsce w turnieju wagi do 75 kg
- 2010: mistrz Europy EMTA w kat. 76 kg (K-1 rules)
- 2012: zwycięzca K-1 World MAX 2012
- 2015: Glory Welterweight Contender Tournament – 1. miejsce w turnieju wagi półśredniej
- 2016: WFL -76 kg Tournament – 1. miejsce w turnieju do 76 kg
- 2016: Glory Welterweight Contender Tournament – 1. miejsce w turnieju wagi półśredniej
- 2017–2018: mistrz świata GLORY w wadze półśredniej